# Campeonato Peruano de Futebol de 2021 – Primeira Divisão
A Liga 1 2021 (oficialmente conhecida como Liga 1 Betsson 2021 por questões de patrocínio) é a 105ª edição da principal divisão do futebol peruano e a terceira com o nome de Liga 1. A competição está a cargo da Federação Peruana de Futebol, entidade máxima do futebol no Peru, que organiza e controla o desenvolvimento do torneio através do Comitê Organizador de Competições.
Nesta temporada, a primeira divisão do Peru tem 18 times participantes, dois a menos que a temporada anterior. Com isso, a primeira divisão tem mais uma vez o mesmo número de times que tinha na temporada 2019, que é o que estabelecem as Diretrizes Gerais da Liga 1 e a Gestão da Liga Peruana de Futebol Profissional.

## Regulamento

### Sistema de disputa
A Liga 1 2021 é disputada por 18 times e tem as seguintes fases:
- Fase 1: Foi disputada em dois grupos (A e B) de nove times cada. Os times jogaram entre si dentro dos grupos, num total de oito jogos para cada (um time folgou a cada rodada). Ao final das nove rodadas, os líderes de cada grupo jogaram uma partida final, cujo vencedor, além do título da Fase 1, também se classificou para a fase final.[4] O vencedor desta fase foi o Sporting Cristal (campeão do Grupo B), que venceu na prorrogação o Universidad San Martín (campeão do Grupo A) na final por 2-0 em partida única disputada no Estádio Alejandro Villanueva.[5]
- Fase 2: Disputada em um sistema de todos contra todos, em turno único, num total de 17 jogos para cada time. Ao final das rodadas, o primeiro colocado será premiado com o título da Fase 2 e se classificou à fase final.[3][4] Esta fase foi vencida pelo Alianza Lima.[6]
- Fase final (Play-offs): Disputada pelos vencedores das Fases 1 e 2, além dos dois primeiros colocados na classificação geral (tabela agregada da Fase 1 + Fase 2); as equipes jogariam em semifinais, cujos vencedores jogariam a final para decidir o campeão nacional. Porém, como os vencedores da Fase 1 (Sporting Cristal e da Fase 2 (Alianza Lima) foram também os dois melhores da tabela acumulada das duas fases, não houve semifinais e os dois disputam as finais do campeonato.[7]
- Rebaixamento: os dois últimos colocados da classificação geral da Liga 1 (na soma das Fases 1 e 2) no final da temporada foram automaticamente rebaixados para a Liga 2 do ano seguinte. O time colocado na 16ª posição joga um play-off (repescagem) contra o campeão do Torneo Reducido da Liga 2 de 2021 pela permanência ou rebaixamento.[3][8]

### Sistema de pontuação e critérios de desempate
O sistema de pontuação é simples: três pontos ao vencedor da partida, um ponto em caso de empate e nenhum em caso de derrota. Em caso de empate no número de pontos ganhos, serão aplicados os critérios de desempate, na seguinte ordem:
| Fase 1 e Fase 2 1. Maior saldo de gols; 2. Mais gols pró (marcados); 3. Fair Play; 4. Sorteio. | Classificação geral 1. Maior saldo de gols; 2. Mais gols pró (marcados); 3. Pontos ganhos no confronto direto; 4. Maior saldo de gols no confronto direto; 5. Mais gols pró (marcados) no confronto direto; 6. Fair Play; 7. Sorteio. |

### Vagas em outras competições
Os clubes campeões da Fase 1 e da Fase 2 e os dois primeiros times (com exceção dos dois campeões) da classificação geral (Fase 1 + Fase 2) se classificam à Copa Libertadores de 2022, os três clubes subsequentes (com exceção dos já classificados à Copa Libertadores) se classificam à Copa Sul-Americana de 2022. O campeão (ou vice-campeão ou melhor colocado) da Copa Bicentenario de 2021 ficará com a quarta e última vaga para a Copa Sul-Americana.

## Participantes
Um total de 18 equipes competem na liga: as 17 primeiras classificadas na tabela acumulada da Liga 1 2020 e a campeã da Liga 2 2020.
Em 17 de março, devido a uma decisão do TAS, o Carlos Stein perdeu dois pontos na tabela acumulada da temporada 2020, o que fez o time ser rebaixado de divisão e o Alianza Lima assumir seu lugar na primeira divisão, medida que foi confirmada pelo gerente geral da Liga 1 em 18 de março.
| Clube            | Promovido como         |
| ---------------- | ---------------------- |
| Alianza Atlético | Campeão da Liga 2 2020 |

| Club                  | Rebaixado como                   |
| --------------------- | -------------------------------- |
| Atlético Grau         | 18.º na tabela acumulada de 2020 |
| Carlos Stein          | 19.º na tabela acumulada de 2020 |
| Deportivo Llacuabamba | 20.º na tabela acumulada de 2020 |

### Informações dos clubes
| Time                      | Cidade    | Região      | Estádio (mando)              | Títulos (último)    |
| ------------------------- | --------- | ----------- | ---------------------------- | ------------------- |
| Alianza Atlético          | Sullana   | Piura       | Melanio Coloma               | 0 (nenhum)          |
| Alianza Lima              | Lima      | Lima        | Alejandro Villanueva         | 23 (2017)           |
| Alianza Universidad       | Huánuco   | Huánuco     | Heraclio Tapia               | 0 (nenhum)          |
| Ayacucho                  | Ayacucho  | Ayacucho    | Ciudad de Cumaná             | 0 (nenhum)          |
| Binacional                | Juliaca   | San Román   | Guillermo Briceño Rosamedina | 1 (2019)            |
| Cantolao                  | Callao    | Callao      | Miguel Grau                  | 0 (nenhum)          |
| Carlos A. Mannucci        | Trujillo  | La Libertad | Mansiche                     | 0 (nenhum)          |
| Cienciano                 | Cusco     | Cusco       | Inca Garcilaso de la Vega    | 0 (nenhum)          |
| Cusco                     | Cusco     | Cusco       | Túpac Amaru                  | 0 (nenhum)          |
| Deportivo Municipal       | Lima      | Lima        | Iván Elías Moreno            | 4 (último em 1950)  |
| Melgar                    | Arequipa  | Arequipa    | Monumental de la UNSA        | 2 (último em 2015)  |
| Sport Boys                | Callao    | Callao      | Miguel Grau                  | 6 (último em 1984)  |
| Sport Huancayo            | Huancayo  | Junín       | Huancayo                     | 0 (nenhum)          |
| Sporting Cristal          | Lima      | Lima        | Alberto Gallardo             | 20 (atual campeão)  |
| Universidad César Vallejo | Trujillo  | La Libertad | Mansiche                     | 0 (nenhum)          |
| Universidad San Martín    | Lima      | Lima        | Alberto Gallardo             | 3 (último em 2010)  |
| Universitario             | Lima      | Lima        | Monumental                   | 26 (último em 2013) |
| UTC                       | Cajamarca | Cajamarca   | Héroes de San Ramón          | 0 (nenhum)          |

| Fonte: Liga 1 ― ADFP ― Fútbolperuano ― Soccerway |

## Fase 1

### Grupo A
| Pos | Equipe                 | Pts | J | V | E | D | GP | GC | SG | Classificação   |
| --- | ---------------------- | --- | - | - | - | - | -- | -- | -- | --------------- |
| 1   | Universidad San Martín | 19  | 9 | 6 | 1 | 2 | 10 | 6  | +4 | Final da Fase 1 |
| 2   | Ayacucho               | 15  | 9 | 3 | 6 | 0 | 16 | 10 | +6 |                 |
| 3   | Universitario          | 15  | 9 | 4 | 3 | 2 | 12 | 11 | +1 |                 |
| 4   | Cienciano              | 14  | 9 | 4 | 2 | 3 | 14 | 12 | +2 |                 |
| 5   | Carlos A. Mannucci     | 12  | 9 | 3 | 3 | 3 | 13 | 14 | −1 |                 |
| 6   | Alianza Atlético       | 10  | 9 | 3 | 1 | 5 | 10 | 9  | +1 |                 |
| 7   | UTC                    | 10  | 9 | 3 | 1 | 5 | 9  | 12 | −3 |                 |
| 8   | Cantolao               | 10  | 9 | 3 | 1 | 5 | 8  | 13 | −5 |                 |
| 9   | Melgar                 | 9   | 9 | 2 | 3 | 4 | 11 | 12 | −1 |                 |

### Grupo B
| Pos | Equipe                    | Pts | J | V | E | D | GP | GC | SG  | Classificação   |
| --- | ------------------------- | --- | - | - | - | - | -- | -- | --- | --------------- |
| 1   | Sporting Cristal          | 24  | 9 | 8 | 0 | 1 | 18 | 6  | +12 | Final da Fase 1 |
| 2   | Universidad César Vallejo | 18  | 9 | 5 | 3 | 1 | 17 | 8  | +9  |                 |
| 3   | Alianza Lima              | 16  | 9 | 4 | 4 | 1 | 12 | 6  | +6  |                 |
| 4   | Sport Huancayo            | 12  | 9 | 3 | 3 | 3 | 8  | 9  | −1  |                 |
| 5   | Sport Boys                | 10  | 9 | 3 | 1 | 5 | 12 | 14 | −2  |                 |
| 6   | Alianza Universidad       | 10  | 9 | 3 | 1 | 5 | 8  | 13 | −5  |                 |
| 7   | Cusco                     | 8   | 9 | 1 | 5 | 3 | 12 | 13 | −1  |                 |
| 8   | Deportivo Municipal       | 7   | 9 | 2 | 1 | 6 | 6  | 15 | −9  |                 |
| 9   | Binacional                | 4   | 9 | 1 | 1 | 7 | 8  | 21 | −13 |                 |

#### Resultados
| 12 de março de 2021 | Cienciano        | 1 – 0 | UTC | Lima                                                 |  |
| 15:30 (UTC−5)       | Luis Álvarez 10' |       |     | Estádio: Videna FPF Árbitro: Michael Espinoza (FIFA) |  |

| 13 de março de 2021 | Carlos A. Mannucci                                | 2 – 0 | Cantolao | Lima                                                       |  |
| 11:00 (UTC−5)       | Mauro Guevgeozián 14' · José Carlos Fernández 79' |       |          | Estádio: Alberto Gallardo Árbitro: Augusto Menéndez (FIFA) |  |

| 13 de março de 2021 | Universitario     | 1 – 1 | Melgar                    | Lima                                                   |  |
| 15:30 (UTC−5)       | Hernán Novick 31' |       | Johnny Vidales 55' (pen.) | Estádio: Alberto Gallardo Árbitro: Kevin Ortega (FIFA) |  |

| 7 de abril de 2021 | Ayacucho                | 2 – 2 | Universidad San Martín                  | Lima                                               |  |
| 15:30 (UTC−5)      | Italo Regalado 31', 75' |       | Franco Zanelatto 37' · Martín Pérez 43' | Estádio: Iván Elías Moreno Árbitro: Micke Palomino |  |

| 12 de março de 2021 | Deportivo Municipal | 0 – 1 | Sport Huancayo   | Lima                                           |  |
| 13:15 (UTC−5)       |                     |       | Alexis Rojas 55' | Estádio: Monumental Árbitro: Diego Haro (FIFA) |  |

| 12 de março de 2021 | Binacional | 0 – 4 | Sporting Cristal                                                     | Lima                                             |  |
| 18:00 (UTC−5)       |            |       | Christopher Gonzáles 12', 78' · Gerald Távara 45+2' · Omar Merlo 62' | Estádio: Monumental Árbitro: Joel Alarcón (FIFA) |  |

| 13 de março de 2021 | Sport Boys                           | 2 – 3 | Universidad César Vallejo                 | Lima                                                        |  |
| 18:00 (UTC−5)       | Luis Ramírez 30' · Diego Ramírez 34' |       | Santiago Silva 4' · Yorleys Mena 10', 18' | Estádio: Alejandro Villanueva Árbitro: Edwin Ordóñez (FIFA) |  |

| 15 de março de 2021 | Alianza Universidad       | 1 – 0 | Cusco | Lima                                              |  |
| 15:30 (UTC−5)       | Carlos Neumann 68' (pen.) |       |       | Estádio: Iván Elías Moreno Árbitro: Roberto Pérez |  |

| 12 de maio de 2021 | Alianza Atlético | 0 – 0 | Alianza Lima | Lima                                                       |  |
| 15:30 (UTC−5)      |                  |       |              | Estádio: Estádio Alberto Gallardo Árbitro: Jesús Cartagena |  |

| 19 de março de 2021 | Cantolao                                                   | 3 – 1 | Universitario   | Lima                                               |  |
| 15:00 (UTC−5)       | William Palacio 28' · Aron Sánchez 44' · Gabriel Leyes 56' |       | Alex Valera 48' | Estádio: Iván Elías Moreno Árbitro: Micke Palomino |  |

| 20 de março de 2021 | Universidad San Martín | 2 – 1 | Alianza Atlético   | Lima                                                |  |
| 13:15 (UTC−5)       | Carlos Monges 5', 70'  |       | Víctor Perlaza 52' | Estádio: Iván Elías Moreno Árbitro: Renzo Castañeda |  |

| 22 de março de 2021 | UTC                                   | 2 – 2 | Carlos A. Mannucci        | Lima                                            |  |
| 15:30 (UTC−5)       | Josue Estrada 45' · Luis Trujillo 85' |       | Felipe Rodríguez 62', 78' | Estádio: Alberto Gallardo Árbitro: Jose Mendoza |  |

| 12 de abril de 2021 | Melgar | 0 – 0 | Ayacucho | Lima                                              |  |
| 15:30 (UTC−5)       |        |       |          | Estádio: Iván Elías Moreno Árbitro: Roberto Pérez |  |

| 19 de março de 2021 | Sporting Cristal       | 1 – 0 | Sport Boys | Lima                                                     |  |
| 18:00 (UTC−5)       | Horacio Calcaterra 51' |       |            | Estádio: Alejandro Villanueva Árbitro: Diego Haro (FIFA) |  |

| 22 de março de 2021 | Sport Huancayo                                                 | 3 – 0 | Binacional | Lima                                                |  |
| 11:00 (UTC−5)       | Marcos Lliuya 7' · Giancarlo Carmona 32' · Jarlín Quintero 37' |       |            | Estádio: Alberto Gallardo Árbitro: Fernando Legario |  |

| 22 de março de 2021 | Universidad César Vallejo | 0 – 1 | Alianza Universidad | Lima                                                       |  |
| 13:15 (UTC−5)       |                           |       | Dami Ismodes 17'    | Estádio: Alejandro Villanueva Árbitro: Kevin Ortega (FIFA) |  |

| 6 de abril de 2021 | Alianza Lima         | 1 – 0 | Deportivo Municipal | Lima                                                   |  |
| 15:30 (UTC−5)      | Jefferson Farfán 83' |       |                     | Estádio: Alberto Gallardo Árbitro: Joel Alarcón (FIFA) |  |

| 20 de março de 2021 | Cusco                    | 2 – 2 | Cienciano                                     | Lima                |  |
| 15:30 (UTC−5)       | Mauricio Montes 15', 49' |       | Abdiel Ayarza 38' · Juan Romagnoli 55' (pen.) | Estádio: Videna FPF |  |

| 27 de março de 2021 | Cienciano           | 1 – 0 | Alianza Atlético | Lima                                                  |  |
| 11:00 (UTC−5)       | Adrián Ugarriza 44' |       |                  | Estádio: Iván Elías Moreno Árbitro: Diego Haro (FIFA) |  |

| 27 de março de 2021 | Melgar                                             | 3 – 0 | Cantolao | Lima                                                    |  |
| 13:15 (UTC−5)       | Luis Iberico 10', 82' · Bernardo Cuesta 65' (pen.) |       |          | Estádio: Alejandro Villanueva Árbitro: Hilbert Villegas |  |

| 27 de março de 2021 | Carlos A. Mannucci        | 2 – 0 | Universidad San Martín | Lima                                                  |  |
| 18:00 (UTC−5)       | Felipe Rodríguez 24', 62' |       |                        | Estádio: Alejandro Villanueva Árbitro: Luis Seminario |  |

| 2021          | Universitario | 1 – 0 | UTC               | Lima                                                    |  |
| 15:30 (UTC−5) |               |       | Hernan Novick 65' | Estádio: Iván Elías Moreno Árbitro: Joel Alarcón (FIFA) |  |

| 29 de março de 2021 | Sport Boys                                                            | 3 – 2 | Binacional                             | Lima                                                 |  |
| 13:15 (UTC−5)       | Jorman Aguilar 5' · Joao Villamarín 37' · Tarek Carranza 90+1' (pen.) |       | Johan Arango 73' · Yhirbis Córdova 88' | Estádio: Monumental Árbitro: Michael Espinoza (FIFA) |  |

| 29 de março de 2021 | Alianza Universidad | 0 – 3 | Sporting Cristal                                           | Lima                                                               |  |
| 15:30 (UTC−5)       |                     |       | Washington Corozo 47' · Nilson Loyola 59' · Omar Merlo 85' | Estádio: Alejandro Villanueva Árbitro: Víctor Hugo Carrillo (FIFA) |  |

| 29 de março de 2021 | Deportivo Municipal | 0 – 4 | Universidad César Vallejo                                        | Lima                                        |  |
| 18:00 (UTC−5)       |                     |       | Francisco Flores 49', 55' · Jairo Vélez 53' · Santiago Silva 70' | Estádio: Monumental Árbitro: Micke Palomino |  |

| 30 de março de 2021 | Alianza Lima                                          | 2 – 2 | Cusco                                   | Lima                                               |  |
| 15:30 (UTC−5)       | Jorge Manzaneda 31' (pen.) · Hernán Barcos 87' (pen.) |       | Mauricio Montes 7' · Sandro Rengifo 65' | Estádio: Alberto Gallardo Árbitro: Renzo Castañeda |  |

| 31 de março de 2021 | Ayacucho                                                     | 3 – 0 | Sport Huancayo | Callao                                     |  |
| 15:30 (UTC−5)       | Pablo Lavandeira 14' · Italo Regalado 63' · Janio Pósito 82' |       |                | Estádio: Miguel Grau Árbitro: José Mendoza |  |

| 14 de abril de 2021 | Cantolao | 0 – 2 | Cienciano                                     | Lima                                        |  |
| 13:15 (UTC−5)       |          |       | Juan Romagnoli 39' (pen.) · Abdiel Ayarza 42' | Estádio: Monumental Árbitro: Jordi Espinoza |  |

| 15 de abril de 2021 | Alianza Atlético | 0 – 1 | Ayacucho             | Lima                                            |  |
| 11:00 (UTC−5)       |                  |       | Carlos Olascuaga 79' | Estádio: Iván Elías Moreno Árbitro: Pablo López |  |

| 15 de abril de 2021 | Universidad San Martín | 0 – 1 | Universitario     | Lima                                              |  |
| 15:30 (UTC−5)       |                        |       | Hernán Novick 27' | Estádio: Iván Elías Moreno Árbitro: Roberto Pérez |  |

| 15 de abril de 2021 | UTC                                                           | 3 – 1 | Melgar             | Lima                                                        |  |
| 18:00 (UTC−5)       | Gerardo Gordillo 39' · Gaspar Gentile 77' · Miguel Curiel 86' |       | Johnny Vidales 87' | Estádio: Alejandro Villanueva Árbitro: Alejandro Villanueva |  |

| 13 de abril de 2021 | Cusco                                | 2 – 2 | Sport Boys                                     | Lima                                                           |  |
| 13:15 (UTC−5)       | Jesús Chávez 57' · Alfredo Ramúa 70' |       | Luis Alberto Ramírez 27' · Sebastián Penco 45' | Estádio: Alejandro Villanueva Árbitro: Augusto Menéndez (FIFA) |  |

| 13 de abril de 2021 | Binacional                                | 2 – 1 | Alianza Universidad | Lima                                                   |  |
| 15:30 (UTC−5)       | Camilo Mancilla 51' · Marlon de Jesús 65' |       | Deivy Carbajal 56'  | Estádio: Alberto Gallardo Árbitro: Kevin Ortega (FIFA) |  |

| 13 de abril de 2021 | Sporting Cristal                                        | 3 – 1 | Deportivo Municipal | Lima                                                     |  |
| 18:00 (UTC−5)       | Marcos Riquelme 59', 77' · Alejandro Hohberg 67' (pen.) |       | Erikson Ramírez 10' | Estádio: Alejandro Villanueva Árbitro: Diego Haro (FIFA) |  |

| 14 de abril de 2021 | Sport Huancayo | 0 – 0 | Alianza Lima | Lima                                                    |  |
| 15:30 (UTC−5)       |                |       |              | Estádio: Alberto Gallardo Árbitro: Edwin Ordóñez (FIFA) |  |

| 14 de abril de 2021 | Universidad César Vallejo              | 2 – 1 | Carlos A. Mannucci | Lima                                         |  |
| 18:00 (UTC−5)       | Renzo Garcés 78' · Jersson Vásquez 85' |       | Osmar Noronha 75'  | Estádio: Monumental Árbitro: Jesús Cartagena |  |

| 23 de abril de 2021 | Cantolao | 0 – 1 | UTC               | Lima                                                |  |
| 13:15 (UTC−5)       |          |       | Alexis Blanco 29' | Estádio: Alejandro Villanueva Árbitro: Luis Ciriaco |  |

| 23 de abril de 2021 | Ayacucho               | 1 – 1 | Cienciano         | Lima                                                   |  |
| 18:00 (UTC−5)       | Roberto Villamarín 89' |       | Hansel Riojas 58' | Estádio: Alejandro Villanueva Árbitro: Jonathan Zamora |  |

| 24 de abril de 2021 | Melgar | 0 – 2 | Universidad San Martín                  | Callao                                         |  |
| 15:30 (UTC−5)       |        |       | Martín Pérez 43' · Franco Zanelatto 64' | Estádio: Miguel Grau Árbitro: Fernando Legario |  |

| 26 de abril de 2021 | Carlos A. Mannucci    | 1 – 3 | Alianza Atlético                                           | Lima                                         |  |
| 11:00 (UTC−5)       | Mauro Guevgeozián 69' |       | Jeremy Canela 13' · Diego Saffadi 58' · Víctor Perlaza 65' | Estádio: Monumental Árbitro: Luis Garay Evia |  |

| 23 de abril de 2021 | Deportivo Municipal                          | 2 – 1 | Binacional      | Callao                                        |  |
| 15:30 (UTC−5)       | Roberto Ovelar 61' · Luis Felipe Cardoza 78' |       | Johan Arango 9' | Estádio: Miguel Grau Árbitro: Jesús Cartagena |  |

| 24 de abril de 2021 | Alianza Universidad | 1 – 0 | Sport Boys | Lima                                               |  |
| 11:00 (UTC−5)       | Edinson Chávez 40'  |       |            | Estádio: Iván Elías Moreno Árbitro: Jordi Espinoza |  |

| 24 de abril de 2021 | Alianza Lima                          | 2 – 2 | Universidad César Vallejo | Lima                                              |  |
| 15:30 (UTC−5)       | Ricardo Lagos 51' · Hernán Barcos 61' |       | Yorleys Mena 33', 75'     | Estádio: Iván Elías Moreno Árbitro: Roberto Pérez |  |

| 26 de abril de 2021 | Cusco | 0 – 1 | Sport Huancayo     | Lima                                     |  |
| 15:30 (UTC−5)       |       |       | Jarlín Quintero 9' | Estádio: Monumental Árbitro: Pablo López |  |

| 25 de abril de 2021 | Universitario | 0 – 1 | Sporting Cristal             | Lima                                               |  |
| 15:30 (UTC−5)       |               |       | Alejandro Hohberg 15' (pen.) | Estádio: Nacional Árbitro: Michael Espinoza (FIFA) |  |

| 30 de abril de 2021 | UTC               | 1 – 3 | Ayacucho                                                    | Lima                                        |  |
| 11:00 (UTC−5)       | Alexis Blanco 44' |       | Janio Pósito 2' · Roberto Villamarin 39' · Minzun Quina 79' | Estádio: Monumental Árbitro: Jordi Espinoza |  |

| 30 de abril de 2021 | Universidad San Martín | 1 – 0 | Cantolao | Lima                                   |  |
| 15:30 (UTC−5)       | Martín Perez 12'       |       |          | Estádio: Monumental Árbitro: J. Quiroz |  |

| 1 de maio de 2021 | Alianza Atlético   | 1 – 2 | Universitario                              | Lima                                               |  |
| 15:30 (UTC−5)     | Ariano Azmahar 65' |       | Alberto Rodríguez 10' · Leonardo Rugel 72' | Estádio: Iván Elías Moreno Árbitro: Micke Palomino |  |

| 3 de maio de 2021 | Cienciano                                                              | 5 – 2 | Carlos A. Mannucci                          | Lima                                                     |  |
| 18:00 (UTC−5)     | Adrian Ugarriza 17', 72' · Abdiel Ayarza 21', 84' · Juan Romagnoli 25' |       | Felipe Rodríguez 39' · Kleiber Palomino 89' | Estádio: Alejandro Villanueva Árbitro: Diego Haro (FIFA) |  |

| 30 de abril de 2021 | Sport Boys                                                      | 3 – 1 | Deportivo Municipal     | Lima                                                    |  |
| 18:00 (UTC−5)       | Jostin Alarcón 11' · Claudio Torrejon 53' · Sebastian Penco 66' |       | Hideyoshi Arakaki 90+6' | Estádio: Alejandro Villanueva Árbitro: Fernando Legario |  |

| 2 de maio de 2021 | Sporting Cristal                                       | 2 – 1 | Alianza Lima       | Lima                                               |  |
| 15:30 (UTC−5)     | Christopher Olivares 3' · Alejandro Hohberg 51' (pen.) |       | Wilmer Aguirre 43' | Estádio: Nacional Árbitro: Augusto Menéndez (FIFA) |  |

| 3 de maio de 2021 | Sport Huancayo                                    | 3 – 3 | Alianza Universidad                                                           | Callao                                       |  |
| 11:00 (UTC−5)     | Liliu 47' · Ronal Huaccha 49' · Jimmy Valoyes 63' |       | Carlos Neumann 60' (pen.) · Renato Espinosa 73' (pen.) · Deivy Carbajal 90+3' | Estádio: Miguel Grau Árbitro: Luis Seminario |  |

| 3 de maio de 2021 | Universidad César Vallejo | 1 – 1 | Cusco             | Callao                                            |  |
| 15:30 (UTC−5)     | Jairo Vélez 45'           |       | Gonzalo Rizzo 67' | Estádio: Miguel Grau Árbitro: Joel Alarcón (FIFA) |  |

| 1 de maio de 2021 | Binacional       | 1 – 1 | Melgar            | Lima                                             |  |
| 11:00 (UTC−5)     | Johan Arango 72' |       | Kevin Quevedo 71' | Estádio: Iván Elías Moreno Árbitro: José Mendoza |  |

| 7 de maio de 2021 | UTC | 0 – 1 | Universidad San Martín | Lima                                                   |  |
| 13:15 (UTC−5)     |     |       | Martín Perez 52'       | Estádio: Alejandro Villanueva Árbitro: G. Barbagelatta |  |

| 8 de maio de 2021 | Melgar           | 1 – 3 | Alianza Atlético                                             | Callao                                       |  |
| 11:00 (UTC−5)     | Luis Iberico 60' |       | Diego Saffadi 53' · Rinaldo Cruzado 65' · Victor Perlaza 86' | Estádio: Miguel Grau Árbitro: Jordi Espinoza |  |

| 8 de maio de 2021 | Universitario                                 | 3 – 2 | Cienciano                              | Lima                                                    |  |
| 13:15 (UTC−5)     | Alex Valera 14' · Alberto Quintero 85', 90+9' |       | Luis Álvarez 54' · Abdiel Ayarza 90+4' | Estádio: Iván Elías Moreno Árbitro: Kevin Ortega (FIFA) |  |

| 8 de maio de 2021 | Carlos A. Mannucci   | 1 – 1 | Cusco                | Lima                                                           |  |
| 18:00 (UTC−5)     | Felipe Rodriguez 90' |       | Pablo Lavandeira 49' | Estádio: Alejandro Villanueva Árbitro: Augusto Menéndez (FIFA) |  |

| 7 de maio de 2021 | Alianza Lima                           | 2 – 0 | Binacional | Lima                                             |  |
| 15:30 (UTC−5)     | Ricardo Lagos 84' · Jairo Concha 90+2' |       |            | Estádio: Alberto Gallardo Árbitro: Edwin Ordóñez |  |

| 8 de maio de 2021 | Cusco             | 1 – 2 | Sporting Cristal                                | Callao                                        |  |
| 15:30 (UTC−5)     | Alfredo Ramúa 18' |       | Alejandro Hohberg 12' · Christofer Gonzáles 86' | Estádio: Miguel Grau Árbitro: Jesús Cartagena |  |

| 9 de maio de 2021 | Sport Huancayo | 0 – 0 | Universidad César Vallejo | Lima                                      |  |
| 15:30 (UTC−5)     |                |       |                           | Estádio: Videna Árbitro: Fernando Legario |  |

| 10 de maio de 2021 | Deportivo Municipal | 1 – 0 | Alianza Universidad | Lima                                         |  |
| 13:00 (UTC−5)      | Roberto Ovelar 19'  |       |                     | Estádio: Alberto Gallardo Árbitro: J. Quiroz |  |

| 7 de agosto de 2021 | Cantolao                            | 2 – 1 | Sport Boys       | Lima                                        |  |
| 11:00 (UTC−5)       | Yuriel Celi 23' · Orlando Núñez 50' |       | Jesús Chávez 12' | Estádio: Videna FPF Árbitro: Micke Palomino |  |

| 15 de maio de 2021 | Ayacucho                                                    | 3 – 3 | Universitario                                                     | Lima                                              |  |
| 16:30 (UTC−5)      | Brayan Velarde 33' · Leandro Sosa 45+2' · Othoniel Arce 74' |       | Hernán Novick 1' · Federico Alonso 69' · Nelinho Quina 84' (pen.) | Estádio: Iván Elías Moreno Árbitro: Roberto Pérez |  |

| 15 de maio de 2021 | Cienciano | 0 – 1 | Universidad San Martín | Lima                                                       |  |
| 18:00 (UTC−5)      |           |       | Carlos Monges 68'      | Estádio: Alejandro Villanueva Árbitro: Joel Alarcon (FIFA) |  |

| 16 de maio de 2021 | Carlos A. Mannucci                          | 2 – 1 | Melgar             | Lima                                             |  |
| 11:00 (UTC−5)      | Rafael Lutiger 4' · Jean Pierre Fuentes 78' |       | Johnny Vidales 37' | Estádio: Alejandro Villanueva Árbitro: J. Quiroz |  |

| 17 de maio de 2021 | Alianza Atlético | 0 – 1 | Cantolao                | Lima                                               |  |
| 15:30 (UTC−5)      |                  |       | Hober Gabriel Leyes 10' | Estádio: Alejandro Villanueva Árbitro: Pablo López |  |

| 15 de maio de 2021 | Binacional      | 1 – 2 | Universidad César Vallejo              | Lima                                             |  |
| 11:00 (UTC−5)      | Adrián Zela 87' |       | Jersson Vasquez 21' · Yorleys Mena 29' | Estádio: Iván Elías Moreno Árbitro: José Mendoza |  |

| 15 de maio de 2021 | Deportivo Municipal | 1 – 1 | Cusco            | Lima                                                           |  |
| 13:15 (UTC−5)      | Hernán Rengifo 41'  |       | Royer Villano 5' | Estádio: Alejandro Villanueva Árbitro: Michael Espinoza (FIFA) |  |

| 16 de maio de 2021 | Sporting Cristal                      | 2 – 0 | Sport Huancayo | Lima                                                  |  |
| 15:30 (UTC−5)      | Nilson Loyola 39' · Gerald Távara 88' |       |                | Estádio: Alejandro Villanueva Árbitro: Micke Palomino |  |

| 17 de maio de 2021 | Sport Boys | 0 – 2 | Alianza Lima                            | Lima                                                |  |
| 13:15 (UTC−5)      |            |       | Arley Rodríguez 78' · Hernán Barcos 84' | Estádio: Alberto Gallardo Árbitro: Fernando Legario |  |

| 17 de maio de 2021 | Alianza Universidad | 1 – 2 | UTC                                         | Lima                                        |  |
| 11:00 (UTC−5)      | Paul Bashi 76'      |       | Josué Estrada 20' · Jorginho Sernaqué 90+2' | Estádio: Videna FPF Árbitro: Jordi Espinoza |  |

| 22 de maio de 2021 | UTC | 0 – 2 | Alianza Atlético                   | Cajamarca                                      |  |
| 13:15 (UTC−5)      |     |       | Diego Saffadi 46' · Kevin Lugo 53' | Estádio: Cristo es el Señor Árbitro: D. Huaman |  |

| 23 de maio de 2021 | Cantolao                     | 2 – 2 | Ayacucho                                        | Callao                                        |  |
| 15:30 (UTC−5)      | Hober Gabriel Leyes 21', 86' |       | Othoniel Arce 64' (pen.) · Pablo Lavandeira 90' | Estádio: Miguel Grau Árbitro: Jesús Cartagena |  |

| 23 de maio de 2021 | Universitario | 0 – 0 | Carlos A. Mannucci | Lima                                              |  |
| 13:30 (UTC−5)      |               |       |                    | Estádio: Monumental "U" Árbitro: Fernando Legario |  |

| 23 de maio de 2021 | Melgar                                    | 3 – 0 | Cienciano | Arequipa                                               |  |
| 15:30 (UTC−5)      | Alexis Arias 8', 29' · Johnny Vidales 16' |       |           | Estádio: Monumental da UNSA Árbitro: Diego Haro (FIFA) |  |

| 21 de maio de 2021 | Cusco                                                 | 1 – 2 | Binacional       | Cusco                                                           |  |
| 13:15 (UTC−5)      | Gonzalo Rizzo 19' · José Rivera 36' · Erick Rossi 66' |       | Johan Arango 23' | Estádio: Inca Garcilaso de la Vega Árbitro: Kevin Ortega (FIFA) |  |

| 15 de maio de 2021 | Alianza Lima                        | 2 – 0 | Alianza Universidad | Lima                                                  |  |
| 15:30 (UTC−5)      | Fabio Rojas 46' · Ricardo Lagos 89' |       |                     | Estádio: Alejandro Villanueva Árbitro: Micke Palomino |  |

| 22 de maio de 2021 | Universidad César Vallejo               | 3 – 0 | Sporting Cristal | Trujillo                             |  |
| 15:30 (UTC−5)      | Frank Ysique 5' · Yorleys Mena 64', 90' |       |                  | Estádio: Mansiche Árbitro: J. Quiroz |  |

| 23 de maio de 2021 | Sport Huancayo | 0 – 1 | Sport Boys       | Huancayo                                |  |
| 11:00 (UTC−5)      |                |       | Luis Ramírez 48' | Estádio: Huancayo Árbitro: José Mendoza |  |

| 23 de maio de 2021 | Universidad San Martín | 1 – 0 | Deportivo Municipal | Lima                                             |  |
| 15:30 (UTC−5)      | Franco Zanelatto 58'   |       |                     | Estádio: Alberto Gallardo Árbitro: Edwin Ordóñez |  |

### Final da Fase 1
| 30 de maio de 2021 | Universidad San Martín | 0 – 2 | Sporting Cristal                             | Lima                                                               |  |
| 14:00 (UTC−5)      |                        |       | Alejandro Hohberg 94' · Marcos Riquelme 107' | Estádio: Estádio Alejandro Villanueva Árbitro: Kevin Ortega (FIFA) |  |

## Fase 2

### Classificação
| #   | Time                      | J  | V  | E | D  | SG  | Pts. | Classificação                           |
| 1.  | Alianza Lima              | 17 | 12 | 4 | 1  | +16 | 40   | Classificado para a final do campeonato |
| 2.  | Sporting Cristal          | 17 | 10 | 4 | 3  | +16 | 34   |                                         |
| 3.  | Universitario             | 17 | 8  | 5 | 3  | +12 | 32   |                                         |
| 4.  | Melgar                    | 17 | 8  | 4 | 3  | +18 | 31   |                                         |
| 5.  | Sport Boys                | 17 | 7  | 7 | 3  | +4  | 28   |                                         |
| 6.  | Cienciano                 | 17 | 6  | 8 | 3  | +7  | 26   |                                         |
| 7.  | Deportivo Municipal       | 17 | 7  | 3 | 6  | +4  | 24   |                                         |
| 8.  | Universidad César Vallejo | 17 | 6  | 6 | 5  | +2  | 24   |                                         |
| 9.  | Carlos A. Mannucci        | 17 | 7  | 3 | 7  | +1  | 24   |                                         |
| 10. | UTC                       | 17 | 6  | 5 | 6  | -3  | 23   |                                         |
| 11. | Ayacucho                  | 17 | 6  | 4 | 7  | -5  | 22   |                                         |
| 12. | Binacional                | 17 | 6  | 3 | 8  | -5  | 21   |                                         |
| 13. | Sport Huancayo            | 17 | 3  | 9 | 5  | -3  | 18   |                                         |
| 14. | Cantolao                  | 17 | 4  | 5 | 8  | -4  | 17   |                                         |
| 15. | Cusco                     | 17 | 4  | 4 | 9  | -6  | 16   |                                         |
| 16. | Alianza Atlético          | 17 | 4  | 3 | 10 | -16 | 15   |                                         |
| 17. | Alianza Universidad       | 17 | 3  | 5 | 9  | -15 | 14   |                                         |
| 18. | Universidad San Martín    | 17 | 1  | 4 | 12 | -25 | 7    |                                         |

## Classificação geral
| Pos | Equipe                    | Pts | J  | V  | E  | D  | GP | GC | SG  | Classificação ou Rebaixamento                           |
| --- | ------------------------- | --- | -- | -- | -- | -- | -- | -- | --- | ------------------------------------------------------- |
| 1   | Sporting Cristal          | 58  | 26 | 18 | 4  | 4  | 57 | 29 | +28 | Play-offs e fase de grupos da Copa Libertadores de 2022 |
| 2   | Alianza Lima              | 56  | 26 | 16 | 8  | 2  | 39 | 17 | +22 | Play-offs e fase de grupos da Copa Libertadores de 2022 |
| 3   | Universitario             | 45  | 26 | 13 | 8  | 5  | 43 | 30 | +13 | Segunda fase da Copa Libertadores de 2022               |
| 4   | Universidad César Vallejo | 41  | 26 | 11 | 8  | 7  | 31 | 20 | +11 | Primeira fase da Copa Libertadores de 2022              |
| 5   | Melgar                    | 40  | 26 | 11 | 7  | 8  | 45 | 27 | +18 | Primeira fase da Copa Sul-Americana de 2022             |
| 6   | Cienciano                 | 39  | 26 | 10 | 10 | 6  | 41 | 32 | +9  | Primeira fase da Copa Sul-Americana de 2022             |
| 7   | Sport Boys                | 37  | 26 | 10 | 8  | 8  | 36 | 34 | +2  | Primeira fase da Copa Sul-Americana de 2022             |
| 8   | Ayacucho                  | 37  | 26 | 9  | 10 | 7  | 37 | 36 | +1  | Primeira fase da Copa Sul-Americana de 2022             |
| 9   | Carlos A. Mannucci        | 36  | 26 | 10 | 6  | 10 | 40 | 40 | 0   |                                                         |
| 10  | UTC                       | 33  | 26 | 9  | 6  | 11 | 28 | 33 | −5  |                                                         |
| 11  | Sport Huancayo            | 30  | 26 | 6  | 12 | 8  | 26 | 30 | −4  |                                                         |
| 12  | Deportivo Municipal       | 30  | 26 | 9  | 4  | 13 | 32 | 37 | −5  |                                                         |
| 13  | Cantolao                  | 27  | 26 | 7  | 6  | 13 | 28 | 37 | −9  |                                                         |
| 14  | Alianza Atlético          | 25  | 26 | 7  | 4  | 15 | 31 | 46 | −15 |                                                         |
| 15  | Binacional                | 25  | 26 | 7  | 4  | 15 | 32 | 50 | −18 |                                                         |
| 16  | Universidad San Martín    | 25  | 26 | 7  | 5  | 14 | 18 | 39 | −21 |                                                         |
| 17  | Cusco                     | 23  | 26 | 5  | 9  | 12 | 42 | 49 | −7  | Rebaixados para a Liga 2 de 2022                        |
| 18  | Alianza Universidad       | 23  | 26 | 6  | 6  | 14 | 25 | 45 | −20 | Rebaixados para a Liga 2 de 2022                        |

1. ↑  O Universitario teve dedução de dois pontos como punição por não pagamento de dívidas.
2. ↑  O Cienciano teve dedução de um ponto como punição por não pagamento de dívidas.
3. ↑  O Sport Boys teve dedução de um ponto como punição por não pagamento de dívidas.
4. ↑  O Deportivo Municipal teve dedução de um ponto como punição por não pagamento de dívidas.
5. ↑  O Universidad San Martín teve dedução de um ponto como punição por não pagamento de dívidas.
6. ↑  O Cusco teve dedução de um ponto como punição por não pagamento de dívidas.
7. ↑  O Alianza Universidad teve dedução de um ponto como punição por não pagamento de dívidas.

## Final
Jogo de ida
| 21 de novembro | Alianza Lima | 1–0       | Sporting Cristal | Estádio Alejandro Villanueva, Lima |
| 15:00 (UTC-5)  |              | Relatório |                  |                                    |

Jogo de volta
| 28 de novembro | Sporting Cristal | 0–0       | Alianza Lima | Estádio Alberto Gallardo, Lima |
| 15:00 (UTC-5)  |                  | Relatório |              |                                |

## Premiação
| Campeonato Peruano de Futebol de 2021 Liga 1 Movistar |
| ----------------------------------------------------- |
| Allianza Lima Campeão (24.º título)                   |

## Rebaixamento e repescagem
O Alianza Universidad e o Universidad San Martín acabaram respectivamente na 18ª e na 17ª posições na tabela acumulada da Liga 1 e foram despromovidos à segunda divisão peruana. 
O Atlético Grau, por sua vez, foi o vencedor da Liga 2 de 2021 e ascendeu diretamente à primeira divisão da temporada seguinte.
A repescagem (ou revalidación), que vale a última vaga na primeira divisão, é jogada entre o Binacional (antepenúltimo na tabela acumulada da Liga 1) e o Carlos Stein (vice-campeão da Liga 2). Os jogos são, pela ordem:
Jogo de ida
| 4 de novembro | Carlos Stein | 0 – 1     | Binacional       | Estádio Monumental, Lima         |
| 15:00 (UTC-5) |              | Relatório | Johan Arango 55' | Árbitro: Michael Espinosa (FIFA) |

Jogo de volta
| 7 de novembro | Binacional | 0 – 1 | Carlos Stein            | Estádio Monumental, Lima      |
| 15:00 (UTC-5) |            |       | Maximiliano Freitas 77' | Árbitro: Edwin Ordóñez (FIFA) |

|                                            |     | Penalidades                                         |  |
| C. Mancilla J. Carranza A. Polar J. Rosell | 2–4 | V. Salas M. Freitas M. Ramírez R. Quiñones A. López |  |

Com estes resultados, o Carlos Stein ascendeu à primeira divisão peruana da temporada 2022 e o Binacional descendeu para a segunda divisão da temporada seguinte.

## Artilharia
| 0Gols0 | Jogador           | Clube                     |
| ------ | ----------------- | ------------------------- |
| 7      | Yorleys Mena      | Universidad César Vallejo |
| 6      | Felipe Rodríguez  | Carlos A. Mannucci        |
| 5      | Abdiel Ayarza     | Cienciano                 |
| 5      | Alejandro Hohberg | Sporting Cristal          |
| 4      | cinco jogadores   | vários clubes             |
| 3      | quinze jogadores  | vários clubes             |

| 0Gols0 | Jogador             | Clube            |
| ------ | ------------------- | ---------------- |
| 9      | Joao Villamarin     | Sport Boys       |
| 9      | Marlon de Jesús     | Binacional       |
| 8      | Alexis Blanco       | UTC              |
| 7      | Hober Gabriel Leyes | Cantolao         |
| 7      | Victor Perlaza      | Alianza Atlético |